# Midrešet Ruppin
Midrešet Ruppin (hebrejsky מדרשת רופין, anglicky Midreshet Ruppin, též ha-Merkaz ha-akademi Ruppin, המרכז האקדמי רופין, Ruppinovo akademické centrum) je vzdělávací komplex a obec v Izraeli, v Centrálním distriktu, v Oblastní radě Emek Chefer.

## Geografie
Leží v nadmořské výšce 29 metrů v izraelské pobřežní planině, respektive Šaronské planině v regionu Emek Chefer (Cheferské údolí).
Nachází se na jižním okraji vesnice Kfar Monaš, cca 6 kilometrů od břehu Středozemního moře, cca 30 kilometrů severovýchodně od centra Tel Avivu, cca 50 kilometrů jižně od centra Haify a 10 kilometrů jižně od města Chadera. Midrešet Ruppin obývají Židé, přičemž osídlení v tomto regionu je etnicky převážně židovské.
Na dopravní síť se obec napojena pomocí lokální silnice číslo 5711, jež západně odtud ústí do dálnice číslo 4.

## Dějiny
Midrešet Ruppin byl založen v roce 1948. Podle jiného zdroje došlo k založení roku 1949. Cílem nové instituce bylo poskytnout administrativní vzdělání obyvatelům izraelských vesnických sídel. V roce 1975 získala škola licenci pro akademický program. V roce 1981 potvrdili izraelský prezident Jicchak Navon a ministr Zevulun Hammer, že absolventi školy mají nárok na titul bakaláře zpětně od roku 1979. V roce 1993 vzniklo oddělení ekonomie a účetnictví a získalo licenci v následujícím roce. V roce 1997 přibyl bakalářský program Business Administration pro manažery. V období let 1992–1995 vedení školy změnilo její zaměření, z původní orientace na venkovské obyvatelstvo na celou izraelskou populaci. V roce 1995 bylo založeno oddělení behaviorálních věd. V roce 1996 vznikla Škola sociálních věd a managementu, do které byla začleněna všechna výše uvedená oddělení. Téhož roku zde vznikla i strojírenská škola ve spolupráci s Coventry University, nabízející kurzy v angličtině. Roku 1997 zde Rani Idan založil i školu námořních studií. Počátkem 21. století se v Midrešet Ruppin uvádí celkem cca 2500 studentů ve čtyřech oborech. V roce 2007 získal ústav i licenci pro dva magisterské obory, MBA – Business Administration a MA – imigrace a sociální integrace.
Koncem 90. let škola čelila ekonomickým potížím, které vrcholily v roce 2001. Došlo pak ke změně organizační struktury a financování. Od roku 2002 funguje tato instituce v novém modelu. V lednu 2004 získala škola licenci na udělování titulů B. Tech, od roku 2005 i B. Sc.
Škola je pojmenována podle Arthura Ruppina.

## Demografie
Midrešet Ruppin má v Izraeli, jako některé další vzdělávací komplexy, charakter administrativně samostatné obce. Podle údajů z roku 2014 tvořili naprostou většinu obyvatel Židé (včetně statistické kategorie "ostatní", která zahrnuje nearabské obyvatele židovského původu ale bez formální příslušnosti k židovskému náboženství).
Jde o menší sídlo. K 31. prosinci 2014 zde žilo 481 lidí.
| Rok            | 1972 | 1983 | 2010 | 2011 | 2012 | 2013 | 2014 |
| -------------- | ---- | ---- | ---- | ---- | ---- | ---- | ---- |
| Počet obyvatel | 201  | 171  | 257  | 304  | 217  | 217  | 481  |